# Larry Brown

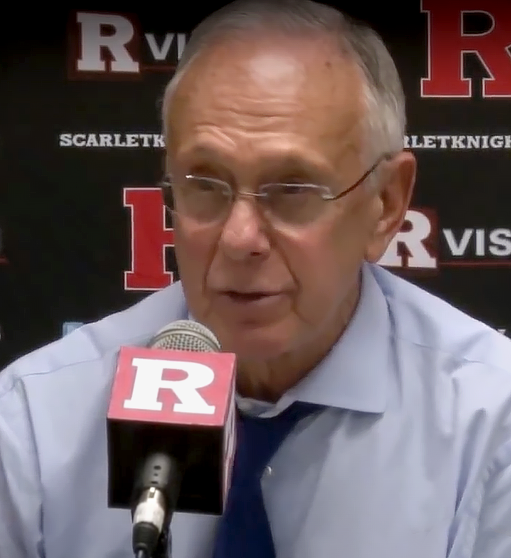
Larry Brown, 2014.

Lawrence Harvey "Larry" Brown, född 14 september 1940 i Brooklyn i New York, är en amerikansk baskettränare och tidigare basketspelare. Som tränare blev han NBA-mästare 2004 med Detroit Pistons och tog OS-brons 2004 i Aten. Säsongen 2000/2001 utsågs han till NBA Coach of the Year som tränare för Philadelphia 76ers. 2002 valdes han in vid Naismith Memorial Basketball Hall of Fame.

## Tränaruppdrag i NBA
- Denver Nuggets (1974–1979)
- New Jersey Nets (1981–1983)
- San Antonio Spurs (1988–1992)
- Los Angeles Clippers (1992–1993)
- Indiana Pacers (1993–1997)
- Philadelphia 76ers (1997–2003)
- Detroit Pistons (2003–2005)
- New York Knicks (2005–2006)
- Charlotte Bobcats (2008–2010)